# Cascina Sant'Ambrogio
La Cascina Sant'Ambrogio è, se si tiene conto dell'evoluzione che ha subito il sito nel corso dei secoli, la cascina più antica di Brugherio. È annessa alla chiesa omonima, con la quale ha condiviso i vari passaggi di proprietà.

## Storia
Il coenobium di santa Marcellina
L'area su cui sorge l'attuale cascina ha visto, nel corso degli ultimi millesettecento anni, vari utilizzi e numerosissimi passaggi di proprietà. Nel corso del IV secolo, Via dei Mille (su cui si trova la facciata dell'attuale edificio) era una porzione della ben più lunga Via Burdigalense. Gli storici, infatti, hanno ipotizzato l'importanza della località brugherese per il passaggio delle merci da Bordeaux ad Aquileia per il porto fluviale del Fluvium Frigidum nella stazione mansio fluvio frigido milia XII. Di conseguenza, non è così difficile supporre l'idea che vi sorgessero degli edifici o delle vaste proprietà fondiarie, collegate a Monza o a Milano da quest'arteria commerciale di così fondamentale importanza per la Pars Occidentalis' dell'Impero romano. La tradizione locale, infatti, vuole che sul finire del IV secolo l'area su cui sorge la cascina fosse appartenuta al vescovo di Milano Ambrogio il quale, per fare un favore alla sorella Marcellina che aveva scelto di ritirarsi in vita contemplativa, decise di adattare la villa di sua proprietà ad uso claustrale. Ambrogio, per incentivare la pietà con cui si dedicavano all'apostolato Marcellina e le altre nobili che decisero di scegliere la vita monacale, regalò loro parte delle reliquie dei Santi Tre Magi custodite nella Basilica di Sant'Eustorgio di Milano.  Come inoltre già ricordato nella voce sulla Chiesa di Sant'Ambrogio, Petrarca accennò al luogo in cui Ambrogio soleva ritirarsi per la contemplazione e la preghiera, probabilmente da individuare nella cascina brugherese.

### Le vicende basso-medievali
In seguito alla caduta dell'Impero Romano d'Occidente e ai torbidi alto-medievali, nessuna notizia c'è pervenuta dell'antica villa d'età tardo-romana. Una prima notizia storica dell'area risale all'anno 1098, quando vi sorgeva un monastero di monache benedettine. La notizia è ricavata dalla testimonianza del parroco di Brugherio don Paolo Antonio de Petri (1778-1819) il quale, nella sua Cronaca del 1794, dichiara di aver visto:
			1098
		           MO.AE.E.N.
Da questa si desume, che nell'anno 1098, già esisteva il Monastero, o forse che in quell'epoca sia stato fondato […]»»
La presenza di monasteri legati agli ordini della riforma cluniacense non era una caratteristica soltanto del territorio brugherese, ma più in generale di quello lombardo. Nel corso dei secoli successivi (XII-XIV secolo), il monastero passò in gestione ad altri ordini religiosi (tra cui le Umiliate), i quali continuarono ad amministrare gli ampi possedimenti agricoli sotto cui cadeva la loro giurisdizione. La presenza delle monache continuò sicuramente fino al 1362, quando i superiori decisero di trasferire la comunità nel monastero di San Bartolo a Rancate, permettendo al contempo alle religiose di detenere in mano l'amministrazione dei beni fondiari.

### Dai Borromeo a Napoleone

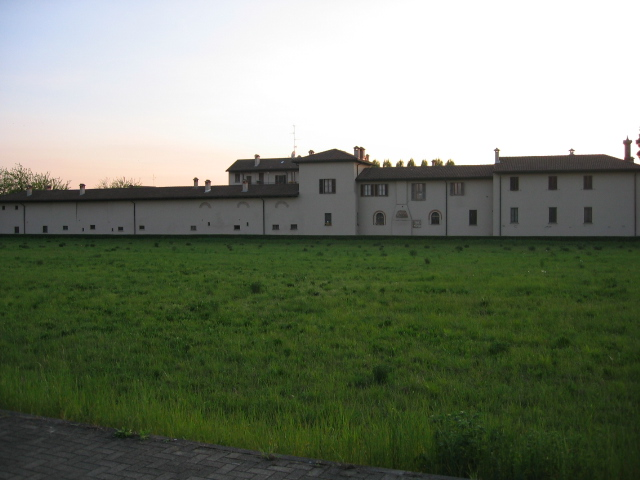
La Cascina Sant'Ambrogio vista da Levante, provenendo da Carugate.

Nel 1539, in seguito ad un ulteriore trasferimento avvenuto per volontà di papa Paolo III, le monache umiliate presero sede nel monastero di Santa Caterina alla Chiusa di Milano, rimanendovi fino allo scioglimento dell'ordine. Non si hanno rilevanti informazioni delle vicende del monastero di Sant'Ambrogio, fino alla visita di san Carlo (1578) prima, e di Federigo Borromeo poi (1596), quando furono trovate «Reliquie sanctorum, quorum nomina ignorantur». Queste reliquie furono negli anni successivi riconosciute come quelle dei Magi, e perciò trasportate solennemente alla parrocchiale di San Bartolomeo nel 1613. Nel corso della restante parte dell'età moderna, la cascina non passò nelle mani di altri proprietari se non delle monache di Santa Caterina, le quali affidarono la coltivazione dei terreni a dei coloni, che presero dimora nell'ormai inutilizzato monastero. Nel corso del '600 e del '700, comunque, ci sono alcuni eventi di notevole importanza da segnalare. In primo luogo, la cascina e i possedimenti brugheresi vengono citati in un breve di papa Urbano VIII del 1640. Poi, nel corso del '700, le monache divennero definitivamente le più importanti possidenti terriere della zona, in quanto il marchese Omodeo di Baraggia donò, secondo le disposizioni testamentarie del 1730, ben 704 pertiche di terreno al monastero. Inoltre, nelle carte planimetriche realizzate in occasione del catasto di Carlo VI del 1720, appare la cascina con i suoi vasti possedimenti: l’abitato costituiva un comunello, ossia una frazione legalmente riconosciuta ai fini fiscali con confini definiti, del più ampio comune di Cassina Baraggia. Comunque, a quanto afferma Luigi Ghezzi, l'assenza fisica delle monache e il trasferimento delle reliquie a San Bartolomeo, segnò l'inizio di un lungo percorso di decadenza per la cascina, un'agonia destinata a perdurare fino alla soppressione degli ordini religiosi voluti da Napoleone.

### I possidenti terrieri dell'800
I primi possessori furono i conti Ottolini, che acquisirono nel 1804 la cascina. Nello stesso anno, però, il conte Giulio Ottolini morì, lasciando erede la vedova Elisabetta Napollon che avrà in mano la gestione delle terre fino al 1844, quando la cascina passò nelle mani di Giuseppe Rizzi. Questi si prodigò nel restaurare la cascina e nel dare avvio ad attività agricole, rimarcando quindi la mala gestione della Napollon. Nel 1863, il Rizzi morì e i beni passarono alla moglie Giuseppina Rogier, che a sua volta vendette il cascinale nel 1868 al ticinese Alessandro Gilardi. Nel 1874, alla morte di quest'ultimo, la proprietà passò in mano a vari suoi discendenti, finché nel 1883 non decisero di venderla ad Ercole Gnecchi, fratello del numismatico Francesco Gnecchi. Uomo di cultura (oltre ad essere ornitologo e naturalista), Ercole Gnecchi si distinse per i lavori di ristrutturazione della cascina, in special modo della chiesetta dedicata a Sant'Ambrogio.

### Il XX secolo

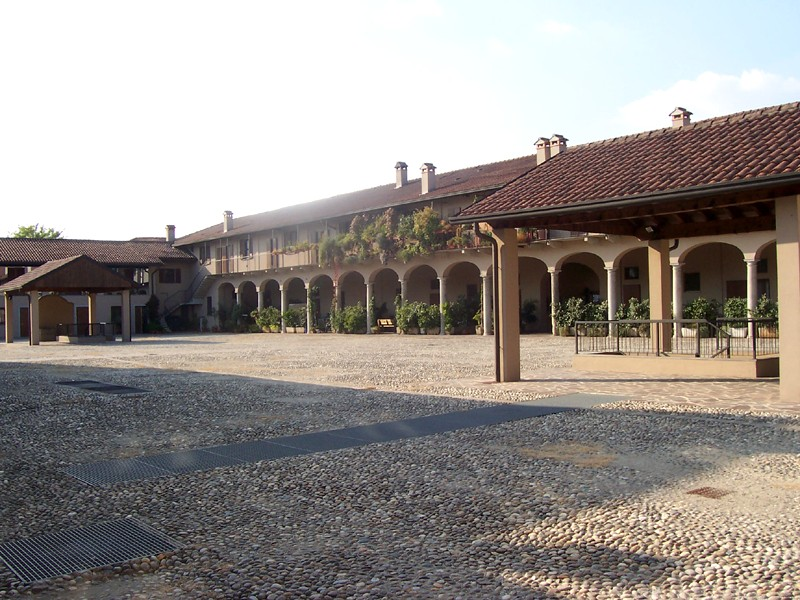
La corte interna della cascina

Gli Gnecchi furono proprietari di Sant'Ambrogio fino al 1904, quando la proprietà passò in mano alla famiglia Dubini, importanti industriali milanesi tra i quali si annovera anche il sindaco di Brugherio Giuseppe. Nel 1925, infine, la proprietà passò in mano ai signori Cavajoni-Bologna, i quali procedettero ad una radicale ristrutturazione della cascina e della chiesa nel 1952, anno in cui si celebrò il milleseicentesimo anniversario della velatio (ovvero della consacrazione monastica) di Marcellina. I Cavajoni furono gli ultimi proprietari "storici" del cascinale il quale, soltanto negli ultimi anni, è stato adibito ad elegante complesso residenziale. 

## Dati artistici e architettonici
L'impianto strutturale della cascina affonda le radici nell'epoca moderna, sicuramente non oltre il XIX secolo, come riportato dal sito dei beni culturali lombardi, anche se il nucleo originario risale al IV secolo. L'interno presenta una pianta con una corte ad U chiusa, tipica dell'architettura delle cascine lombarde, caratterizzata da un elegante e lungo porticato, dotato di 18 arcate in granito, rievocante l'antico chiostro. Notevolmente ampliato nel corso dei secoli, il cuore originario del complesso (cioè l'antico chiostro del monastero) si trova ad oriente, vicino a dove si trova la chiesa. In quest'area vi era un locale adibito alla custodia delle reliquie, ornato con affreschi celebranti i Re Magi, che poi fu adibito a filanda nel XIX secolo (nel 1844, secondo una mappa dell'epoca), comportando così la perdita delle decorazioni. Per quanto riguarda l'aspetto esterno, la Cascina presenta una struttura poderosa, specialmente se viene vista da levante. La facciata che dà su Via dei Mille è ornata da balconcini in ferro battuto e, fino agli inizi degli anni ottanta, era collegata con un viale alberato al centro cittadino.